# دوغلاس داربي
دوغلاس داربي هو سياسي أسترالي، ولد في 24 سبتمبر 1910، وتوفي في 22 أغسطس 1985. انتخب عضو الجمعية التشريعية لنيو ساوث ويلز ‏.